# Themasystemet

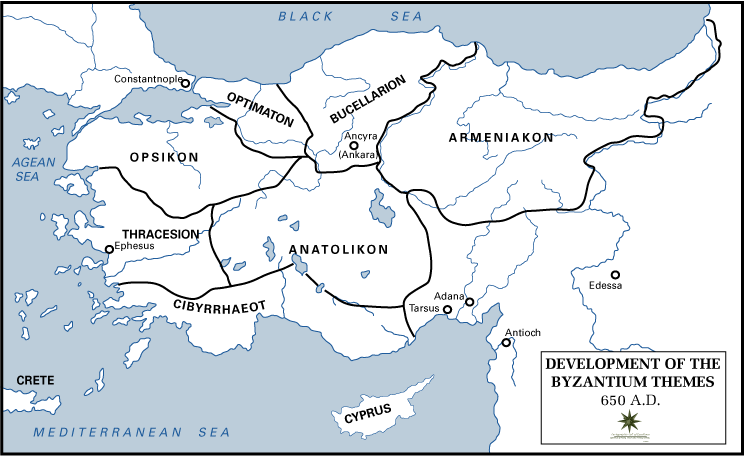
Themata cirka år 650.

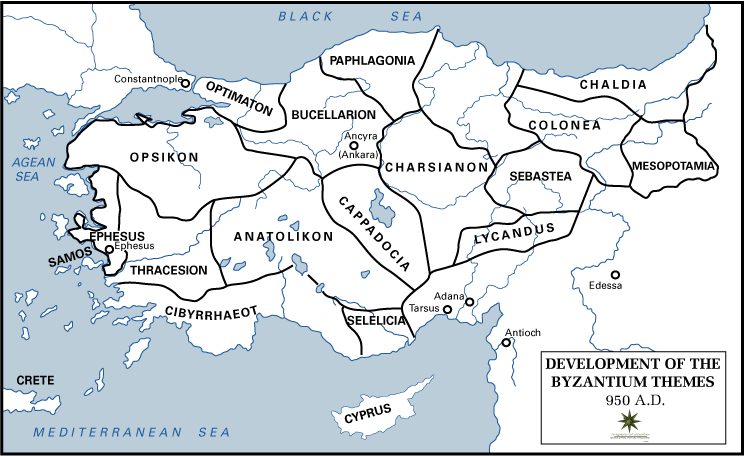
Themata cirka år 950.

Themasystemet var ett förvaltningssystem i det bysantinska riket som med början under 600-talets andra hälft stegvis ersatte de provinser som riket ärvt från det romerska riket. Themasystemet innebar att det bysantinska riket delades upp i helt nya förvaltningsområden kallade thema ledda av en militär guvernör kallad strategos hos vilken den civila och militära makten i themat samlades.
Themasystemet har ofta tillskrivits kejsar Herakleios (610-641) men började införas först under dennes son Konstans II (641-68). Inledningsvis var dessa themata stora, inflytelserika enheter som ofta hotade kejsarmakten. Med tiden utföll maktkampen mellan centralmakten och strategerna dock till kejsarens favör och närmare 4-500 år efter sin uppkomst hade themana förvandlats till små militära enheter centrerade kring en borg och strategerna förlorat sitt inflytande. Under 1100-talet ersattes themasystemet av stora förvaltningsområden ledda av en ståthållare, dux, vanligen hämtad från den komneniska dynastin.
Themasystemet uppkomst utgör en del i en omfattande förändringsprocess som sträcker sig över ett par sekel och som i grunden förändrade det bysantinska riket. Dess uppkomst sammanfaller därför med flera andra viktiga förändringar, bland annat den islamiska expansionen, helleniseringen av riket och början på den ikonoklastiska "mörka" perioden (650-850) i den bysantinska historien. Themasystemet får därför ofta tillsammans med andra samtida företeelser markera övergången mellan senantiken och medeltiden i östra Medelhavet, dvs det romerska rikets slut. Därav följer att i vilken omfattning themasystemet bidragit till det senantika rikets förfall respektive det medeltida rikets fortlevnad är omdiskuterat inom forskningen.

## Historia

### Bakgrund
Justinianus (527-65) omfattande krigsföretag och en rad katastrofer under 500-talet not 1 hade dränerat statskassan och orsakat en betydande demografisk nedgång. Alla större städer krympte kraftigt eller upphörde helt att existera sedan befolkningen tvingats överge dem för att hitta en utkomst på landsbygden. I slutet av 500-talet och början av 600-talet ställdes det bysantinska riket inför flera allvarliga hot. I öst och söder attackerade det sassanidiska Persien de bysantinska territorierna i Syrien, Egypten och Mindre Asien och p.g.a. inre motsättningar i riket mötte de ofta lite motstånd. Slaver och avarer gjorde räder in i Grekland från norr och hotade de bysantinska besittningar på Balkan. Langobarderna kunde samtidigt ohotat plundra ett Italien som allt mer gled kejsarmakten ur händerna. Inför dessa hot var riket helt beroende av legotrupper och krigen tärde därför hårt på kejsardömets redan ansträngda ekonomi samtidigt som dess generaler öppet revolterade mot usurpatorn Fokas. När Herakleios besteg den kejserliga tronen och ställdes inför denna situation instiftade han en rad nödvändiga reformer som skulle komma att utvecklas till rikets militära och administrativa ryggrad under kommande sekel.

### Uppkomst
Av det romerska riket hade det bysantinska ärvt ett förvaltningssystem där provinserna var underställda dieceser som i sin tur lydde under prefekturer. Den romerska organisationen, som skilt på civila och militära befattningar, föll samman på 600-talet med den senantika, urbana kulturen. Det bysantinska riket kom därefter att indelades i helt nya förvaltningsenheter som varken administrativt eller territoriellt sammanföll med provinserna som de såg ut på Diocletianus eller Konstantins tid.
Themasystemet innebar att rikets stående, mobila gränstrupper gjordes bofasta genom att individuella soldater tilldelades gods att bruka för sin utkomst. I händelse av krig måste dessa ställa upp för militärtjänstgöring, en plikt som gick i arv till den äldste sonen. Systemet minskade drastiskt de statliga utgifterna eftersom de nya thematana ersatte de tidigare legotrupperna. Dessutom innebar det flera strategiska fördelar. Eftersom rikets försvar med themasystemet fanns redo över hela riket, inte bara vid de oroliga gränserna i öst och vid Donau, kunde fiender inte längre skövla stora områden sedan de väl trängt in över gränsen. Dessutom kunde territoriella erövringar, som alltid innebar ny statlig mark, snabbt konsolideras genom kolonisering. Antalet uppror minskade dessutom då trupperna blev bofasta och behovet av den impopulära värnplikten marginaliserades. För de fria bönderna ledde reformen till förbättrade livsvillkor samtidigt som nya lagar skyddade dem mot de större godsägarna. 
Priset för detta var att samhället militariserades och att den civila administrationen förföll vilket ledde till att den urbana kulturen i riket gick under. Denna övergång från ett urbant till ett agrart samhälle liknar den process som i Västeuropa brukar få markera övergången mellan senantiken och medeltiden. Somliga menar därför att det var i.o.m. införandet av themasystemet som det östromerska riket blev det bysantinska riket. Till skillnad från i övriga Europa gjordes inte den bysantinska befolkningen livegen.

### De ursprungliga fem themata
Ett första thema, Armeniakon (kallat "Kavallarikon", dvs ett kavalleri), omnämns möjligen så tidigt som 626, och bestod av trupper tidigare under befäl av Magister militum per Ameniam. På motsvarande sätt bildades Anatolikon 669 ur det som varit Magister Militum per Orientums arméer och omkring 680 dyker ytterligare två themata upp: Opsikion ("pezika", infanteri) och Thrakision (från Thrakien).
Tre av generalerna/godsägarna i Anatolikon blev kejsare: Leontis, Leo III "Isauriern" och Leo V "Armeniern". Ytterligare tre senare kejsare härstammade från samma thema: Nikeforos II Fokas, Ioannis I Tsimiskis och Nikeforos III Votaneiatis. Anatolikon var det starkaste themat i Mindre Asien och ett av de äldsta.
De ursprungliga fem temana bildades ur de kejserliga mobila fälttrupperna. Allt eftersom imperiet hade blivit mindre hade arméerna dragits tillbaka till nya positioner i rikets inre. Herakleios knöt varje armé till en del av Minre Asien. Eftersom språket i riket övergick från latin till grekiska gavs themana helleniserade namn. Till exempel stationerades trupperna som omgav kejsaren i södra Thrakien och nordvästra Mindre Asien, omkring Konstantinopel, och bytte namn från Obsequim ("följe", "svit") till Opsikion. Den armeniska armén blev themat Armeniakon och stationerades i östra Mindre Asien väster om det armeniska protektoratet. De romerska arméerna som försvarat de östra provinserna i Syria Palaestina drogs tillbaka sedan dessa territorier gått förlorade, först till sassaniderna och sedan till araberna, för att stationeras i centrala Anatolien och döptes till Anatolikon. Den thrakiska legionen drogs tillbaka till västra Mindre Asien och döptes till Thracesion. 
Constans upprättade en marinkår, som fick sitt namn efter karabis, det grekiska ordet för skepp, och stationerade det i Grekland, öarna i Egeiska havet och Mindre Asien södra kust. Förmodligen bildades marinkåren av återstoden av den illyriska armén vars område innefattat Grekland.

### 850-1000
De ursprungliga fem themata delades med tiden upp i mindre enheter och då riket åter expanderade under 800-900-talen tillkom ett thema.
Den bysantinska armén bestod omkring 850 av mer än 120 000 man varav 24 000 var stationerade i Konstantinopel. Vid samma tid hade den bysantinska flottan förmodligen åtminstone 350 fartyg i rikets hamnar tillgängliga för att omedelbart sättas in i strid.